# Жулдуз
Жулдуз (каз. Жұлдыз) — упразднённое село в Сайрамском районе Туркестанской области Казахстана. В 2014 году включено в состав города Шымкент и исключено из учетных данных. Бывший административный центр Жулдызского сельского округа. Код КАТО — 515245100.

## Население
В 1999 году население села составляло 926 человек (433 мужчины и 493 женщины). По данным переписи 2009 года, в селе проживали 2774 человека (1338 мужчин и 1436 женщин).